# 吉備上道弟君
吉備上道 弟君（きびのかみつみち の おときみ、生年不詳 - 雄略天皇7年（463年）?）は、日本古代の5世紀後半の吉備上道の豪族。姓は臣。父は吉備上道田狭、母は吉備稚媛。同父兄は吉備上道兄君。異父弟に磐城皇子、星川稚宮皇子。

## 記録
『日本書紀』には、父の田狭（たさ）が妻を奪われたことで雄略天皇を恨み、新羅と結んで離叛したため、「時に新羅、中国（みかど＝日本）に事（つか）へず」（新羅の大和政権への朝貢が止まった）と記されている。『日本書紀』は、翌年までに新羅が背き、いつわって、8年間貢納品を奉らなかった、とも述べている。弟君は天皇の命で吉備海部直赤尾（きびのあま の あたい あかお）とともに、新羅征伐を命じられた。さらに、天皇の側近である西漢才伎である歓因知利の進言により、百済からのより優れた「才伎」（てひと、技術者）を求める任務も付加された。
その渡海の知らせを聞いた「韓国」（からのくに）の国神は老女に変装して、忽然と姿を現し、弟君に新羅への道は、
と言った。新羅までの路が遠いと聞いて、弟君は新羅を討たなかった。百済で入手した「今来」（いまき、新たに渡来した）の「才伎」を「大嶋」というところに集め、風を待っているということにして数ヶ月間百済に滞留していた（恐らく父を討つということにためらいがあり、態度を曖昧なままにしていたものと思われる）。
すると、父親の田狭の密使からの伝言が届き、それによると、
とあった。そして、雄略天皇が稚媛（わかひめ）との間に子をもうけたこと、このままでは、田狭の災禍が弟君の身にも及ぶであろうことは、つま先立ちして待つまでもなく、すぐにもたらされるであろうことを述べ、
すなわち、百済を根拠地として、大和政権から離叛することを勧められた。弟君がこれに従った、という記述は存在しない。
弟君の妻の樟媛（くすひめ）は愛国心が強く、忠節であることが白日（てるひ）や青松（とこまつ）のようであったという。（この伝言を聞いて）彼女は夫を誰にも知られない状態で暗殺し、閨（ねや）の中に隠して埋めてしまった。

## その後の経緯
『日本書紀』巻第十四には、樟媛と赤尾は、百済の献上した手末（たなすえ）の才伎（てひと）をひきいて、大嶋にやってきた、という（舅や夫の行為の後始末をした）。天皇は弟君が生きていないのを知り、日鷹吉士堅磐（ひたか の きし かたしわ）を派遣し、復命させた。
天皇は才伎たちを倭の吾礪（あと）の広津邑（ひろきつのむら）に置いておいたが、病で死ぬ者も多く出たので、大伴大連室屋（おおとも の おおむらじ むろや）に詔を出して、東漢直掬に命じて、新漢（いまきのあや）である陶部高貴、鞍部堅貴、画部因斯羅我、錦部定安那錦らの四衆の工匠・画工群、及び訳語の卯安那らを上桃原（かみももはら）・下桃原（しもももはら）・真神原（まかみのはら）の三ヶ所に遷した、とある（「桃原」は河内国石川郡の地名、あるいは推古天皇34年5月条にある、蘇我馬子が埋葬された「桃原墓」のあるところだろうと言い、「真神原」は、崇峻天皇元年是歳条にある法興寺の建てられた場所の地名だと言われている）。
或本では弟君は謀叛などせず、百済より帰国して、漢手人部（あやのてひとべ）、衣縫部（きぬぬいべ）、宍人部（ししひとべ）を献上したとある。

## もう1人の弟君
「吉備弟君臣」と呼ばれた人物は他にも存在する。『日本書紀』巻第十九では、544年の欽明天皇の時代に的臣（いくはのおみ）とともに吉備弟君臣・河内直らが新羅と通じている、といった記事も見受けられる。これは、伝承の混乱だとも、同名異人だとも解釈ができる、別人と見た場合は、欽明2年4月条の「吉備臣」と同一人物だとみることもできる。
欽明紀2年4月条には任那日本府の吉備臣が百済にいったとある。『百済本記』に日本府と表記される継体期以前から、加耶諸国に吉備臣らは倭系加耶人として居住しており、雄略期における吉備氏の反乱伝承を重視するならば、親百済・反新羅というヤマト王権の外交的立場と異にする吉備臣一族が「吾は任那に拠り有ちて亦日本に通わじ」とあるように加耶に居住したことが想定される。本来は、倭臣でありながら（『百済本記』が「在安羅諸倭臣」と表記して倭臣であることを強調するのは、元倭臣の子孫であったことにより、ヤマト王権への臣従関係を期待したもので、必ずしも当時の立場を正確に示してはいない）、ヤマト王権とは相対的に独立した存在として、加耶諸国の独立性を維持する外交的立場を代弁する存在として吉備臣らを位置付けることができる。

## 参考資料
- 三省堂編修所 編『コンサイス日本人名事典』三省堂〈改訂新版〉、1993年12月1日、421頁。ISBN 4385158045。
- 井上光貞『神話から歴史へ』中央公論社〈日本の歴史 1〉、1965年。
- 井上光貞 著、吉村武彦 編『天皇と古代王権』岩波書店〈岩波現代文庫〉、2000年。
- 岸俊男 編『王権をめぐる争い』中公文庫〈日本の古代 6〉、1996年。
- 『古代史を歩く 4 吉備』毎日新聞社〈毎日グラフ別冊〉、1987年。
- 『日本書紀 三』岩波書店〈岩波文庫〉、1994年。
- 宇治谷孟 訳『日本書紀 全現代語訳 上』講談社〈講談社学術文庫〉、1988年。
- 宇治谷孟 訳『日本書紀 全現代語訳 下』講談社〈講談社学術文庫〉、1988年。